# Théâtre dramatique académique Maxime Gorki de Rostov
Pour les articles homonymes, voir Théâtre Maxime Gorki (homonymie).
Le Théâtre dramatique académique Maxime Gorki de Rostov est l'un des plus grands théâtres de Rostov-sur-le-Don. Son bâtiment, qui définit l'apparence de la place du théâtre, est reconnu dans le monde de l'architecture comme un monument tardif du constructivisme.

## Histoire du théâtre
La date de fondation du théâtre est considérée comme étant le 23 juin 1863, qui est la date de création de la première troupe fixe du théâtre.
L'idée de la construction d'un théâtre date de 1929 et le lieu sélectionné est une friche située entre les villes récemment réunies de Rostov et de Nakhitchevan-sur-le-Don. En 1930, le concours est annoncé et 25 projets sont soumis, dont six primés. Le premier prix du concours est remporté par G. B. Barkhine et M. G. Barkhine qui reçoivent un prix en espèces. Cependant, après avoir réceptionné le projet de Vladimir Chtchouko et de Vladimir Helfreich, qui n'avaient pas participé au concours général, ce dernier projet est choisi. Les formes architecturales du bâtiment sont basées sur la stylisation d'un tracteur à chenilles, très probablement le premier tracteur soviétique, le Kommunar.
Le théâtre ouvre ses portes avec la pièce de théâtre Mutiny basée sur le roman de Dmitri A. Fourmanov. On sait qu'au cours de l'action toute la cavalerie fut amenée sur la scène.
De 1936 à 1940, le théâtre est dirigé par l'un des plus grands metteurs en scène soviétiques de l'époque, Iouri Zavadski. Avec lui, une partie de sa troupe est également transférée à Rostov dont Vera Maretskaïa, Rostislav Pliatt et Nikolaï D. Mordvinov.

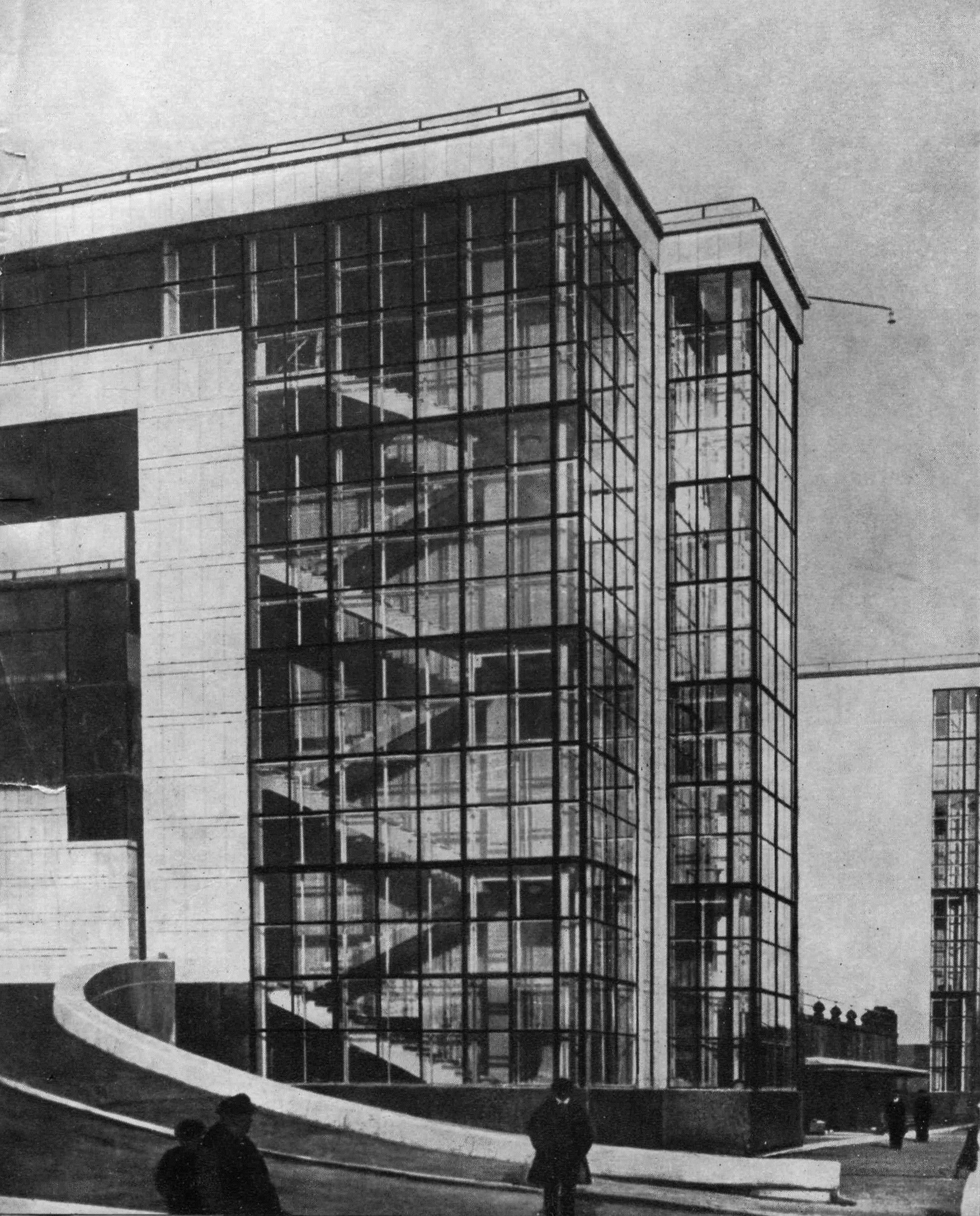
Théâtre de Rostov M. Gorki avant la guerre.

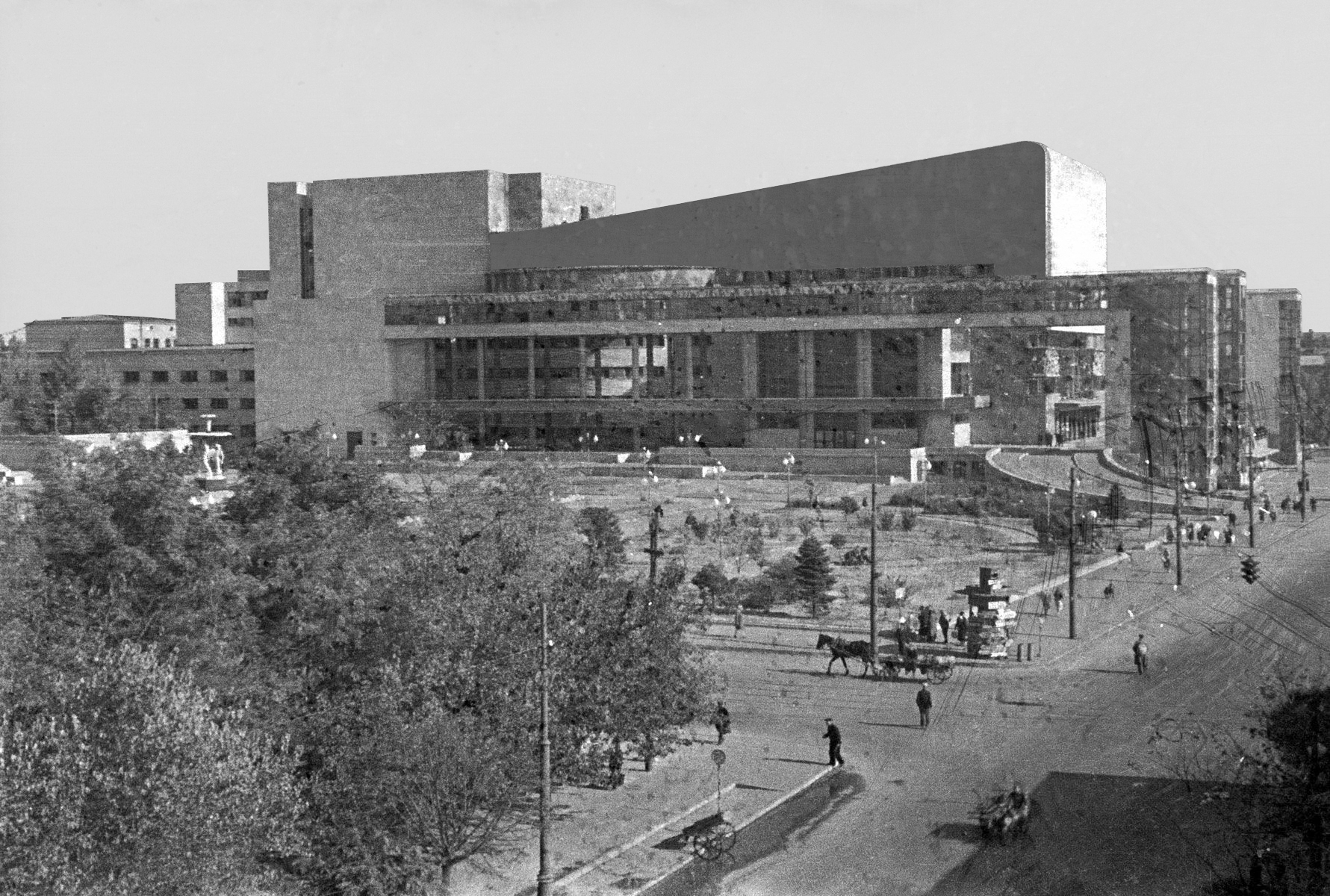
Théâtre Maxime Gorki en 1942.